# Naninne
Naninne is een deelgemeente van de stad Namen, gelegen aan de N4 (Brussel-Namen-Aarlen), circa 4 km ten zuiden van Erpent, in België en 6 km van het stadscentrum van Namen. Ten oosten wordt Naninne begrensd door Wierde, ten zuiden door Sart-Bernard en ten westen door Dave. De plaats  werd een zelfstandige gemeente in 1859 toen het afgesplitst werd van Dave, sinds de fusie van Belgische gemeenten (1977) is het een deelgemeente van Namen.

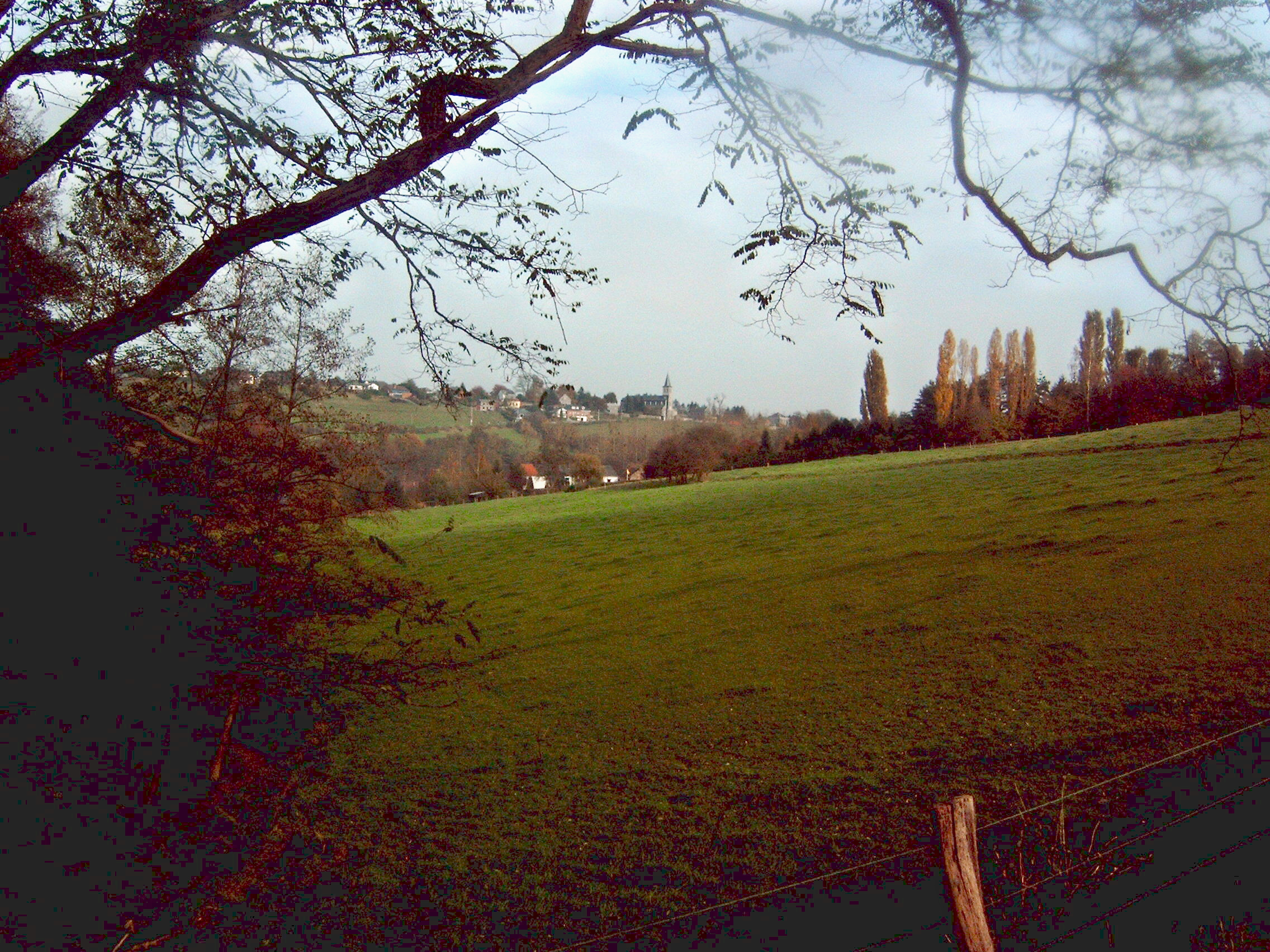
Naninne, gezien vanuit het zuidwesten

Naninne is gelegen op een heuvelrug en overziet een dal dat langzaam in westelijke richting afloopt naar het oude Dave en de Maas. Van oudsher heeft de plaats een landelijk karakter met veel weidelandschappen rondom, die begrensd worden door bossen, en die door veel wandelpaden worden doorsneden. Ten noorden van de bebouwde kom strekt zich nu een gebied uit waar veel bedrijfsactiviteiten worden ontplooid (kantoren, garages, distributiecentra, grote winkels).
De oude dorpskern wordt gedomineerd door de Sint-Lambertskerk in neo-Romaanse stijl, voltooid in 1874. Op het grondgebied van Naninne bevindt zich een grote vijver, “Les bolettes” geheten.
De gemeente is enkele malen per jaar het decor voor een autorallye en hardloopcross.
Naninne heeft een station aan de spoorlijn Namen-Aarlen.

## Demografische ontwikkeling
- Bronnen:NIS, Opm:1831 tot en met 1970=volkstellingen, 1976= inwonersaantal op 31 december

## Geboren in Nannine
- Henri Mouton (1933-2021), politicus